# Villa Wendlandt

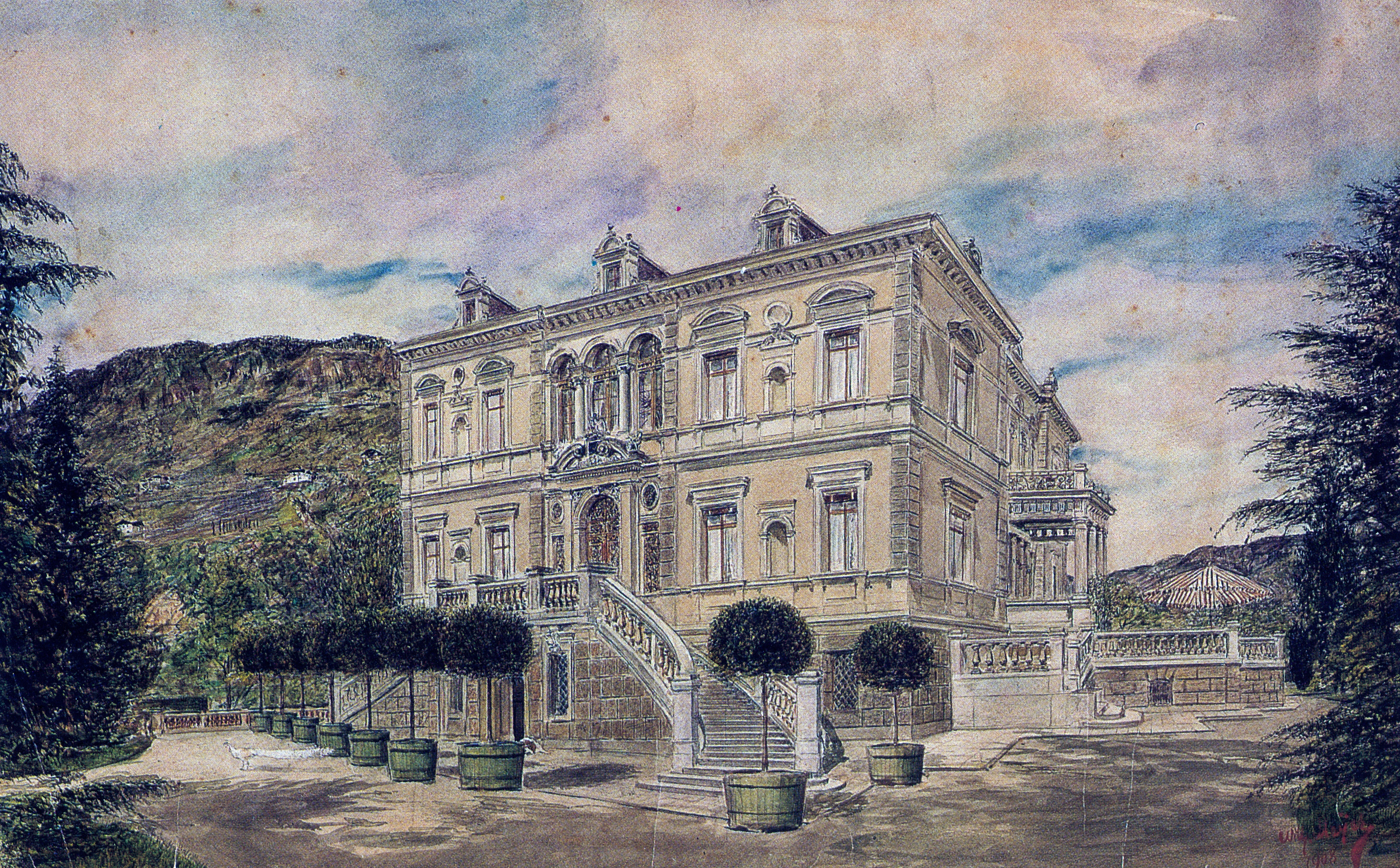
Villa Wendlandt auf einem Aquarell, 1908

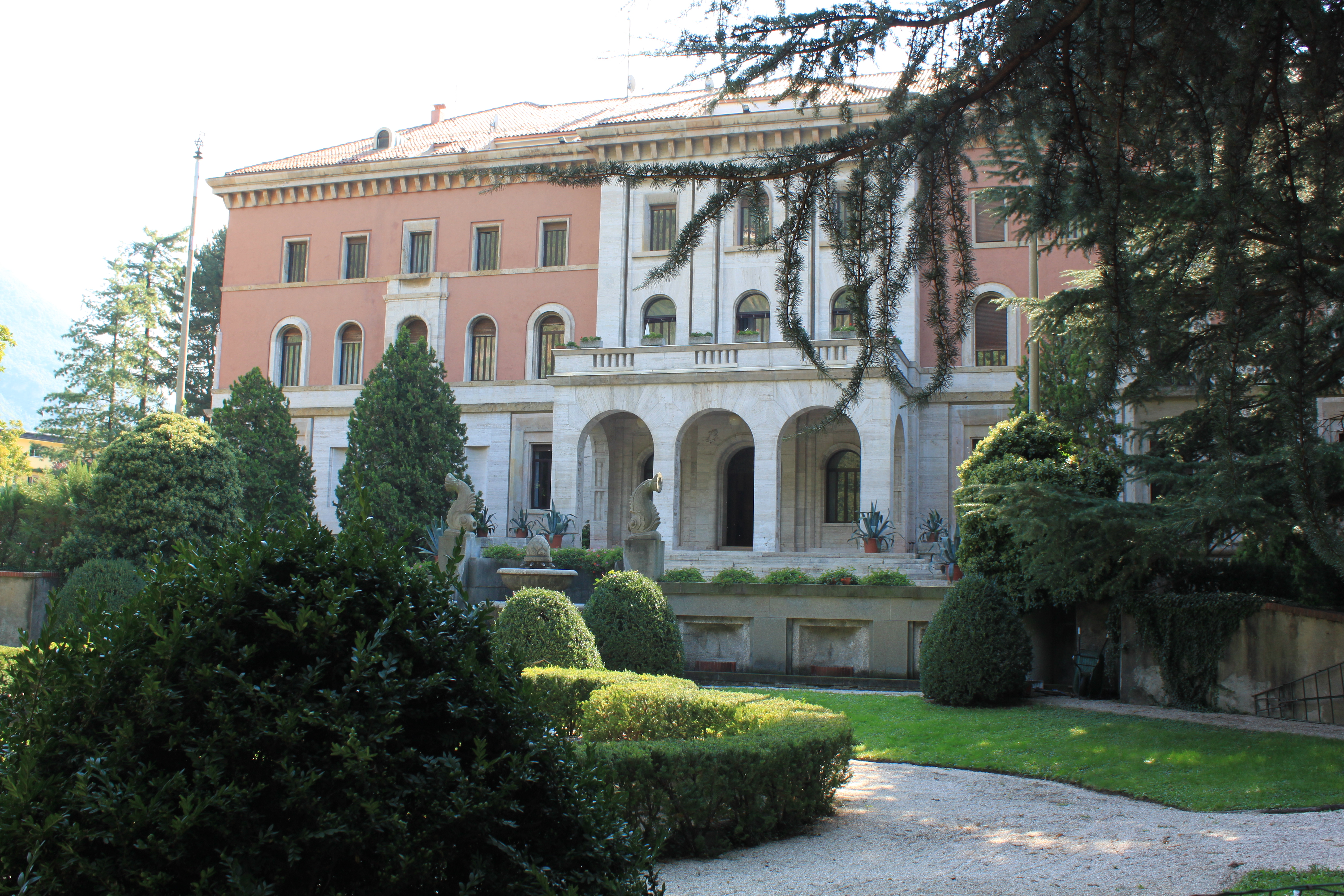
Der Herzogspalast, errichtet anstelle der Villa Wendlandt

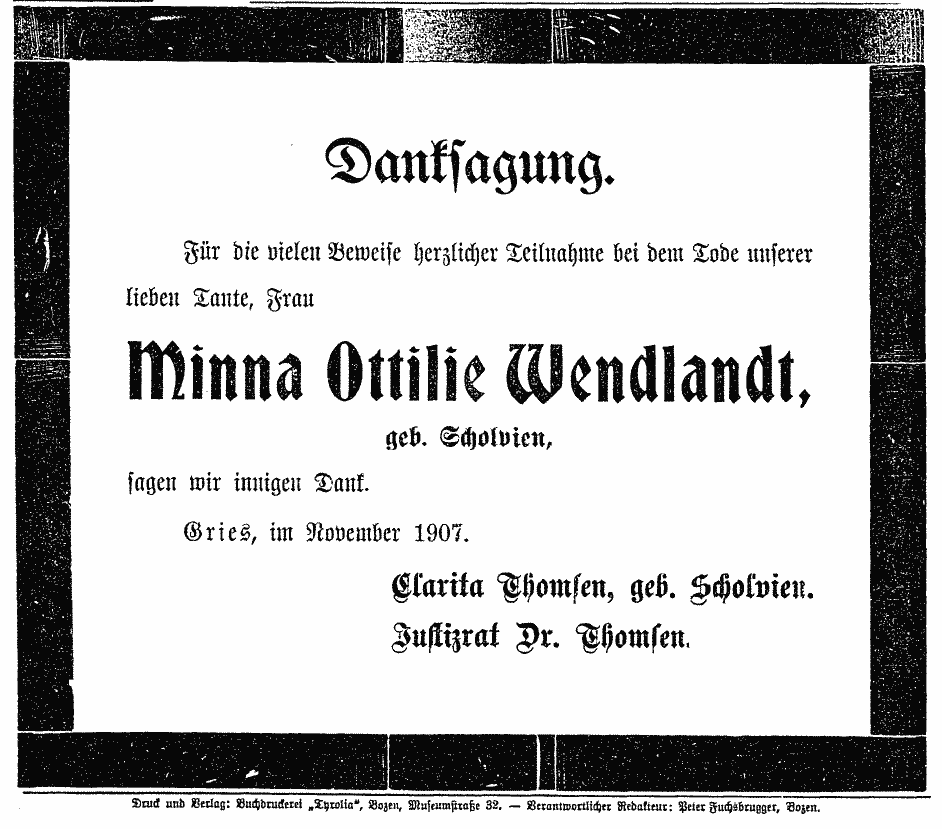
Parte für Minna Ottilie Wendlandt, 1907

Die Villa Wendlandt war ein großbürgerliches Wohnhaus in Bozen-Gries mit einem großen Park. 

## Geschichte
Die Hamburger Unternehmerfamilie Scholvien zog um 1850 nach Bozen und kaufte 1855 den Ansitz Compil. Minna Ottilie Scholvien-Wendlandt (1830–1907) verkaufte den Ansitz 1869 und bezog provisorisch den Ansitz Rottenbuch. 1872 beauftragte sie den Münchner Architekten Gottfried von Neureuther mit der Planung einer neuen Villa. 1874 wurde das Gebäude im Neorenaissance-Stil fertiggestellt, es war von einem ausgedehnten Park mit Weiher und einem (noch bestehenden) Ruinenschlösschen im Tudorstil umgeben. Wendlandt unterstützte den 1874 gegründeten Kurverein Bozen-Gries und baute 1888 an der Nordseite ihres Parks selber einen Gasthof – das Hotel Sonnenhof, das damals luxuriöseste Haus am Platz (heutiges Studentenwohnheim). 1891 wurde die heutige Egger-Lienz-Straße ihr zu Ehren als Wendlandtstraße benannt. Die Villa Wendlandt entwickelte sich zu einem Literatursalon und Treffpunkt weltläufiger Kreise. Auch der Bau der Evangelischen Christuskirche in Gries im frühen 20. Jahrhundert wurde von den Wendtlandts maßgeblich gefördert.
Da sie Reichsdeutsche waren, wurde die Familie nach dem Ersten Weltkrieg vom italienischen Staat enteignet. Villa und Park wurden 1924 der Opera Nazionale Combattenti übertragen; die vormaligen Eigentümer durften bis 1931 als Mieter im Haus bleiben. Aus propagandistischen Gründen wollte Benito Mussolini einen Angehörigen des italienischen Königshauses nach Bozen beordern. Seine Wahl fiel auf Emanuele Filiberto di Savoia-Genova, den Herzog von Pistoia. 1932 wurde mit dem Umbau der Villa Wendlandt begonnen, wobei diese fast völlig abgerissen und im faschistischen Geschmack der 1930er Jahre nach einem Projekt von Federico Forlati weit voluminöser als Wohnsitz des Herzogs errichtet wurde. Am 28. Oktober 1934 – dem Jahrtag des Marsches auf Rom – wurde der Herzogspalast eingeweiht. Der Savoyer blieb allerdings nicht einmal zehn Jahre im Haus, da er 1943 vor der einmarschierenden deutschen Wehrmacht flüchtete und nie wieder zurückkehrte. Während der Operationszone Alpenvorland 1943–1945 wurde der Herzogspalast von den deutschen Behörden unter SS-General Karl Wolff genutzt. Bis 1958 stand er dann leer, bis er schließlich zum Sitz des Regierungskommissariats der Provinz Bozen wurde.
Der Park ist heute mit einem Spielplatz und zwei Tennisplätzen öffentlich zugänglich. 1999 zeigte das Stadtarchiv Bozen eine Ausstellung zur Villa Wendlandt, mit der die Bedeutung der Villa und der Familie Wendlandt für die Stadt ins Bewusstsein gerückt wurde.

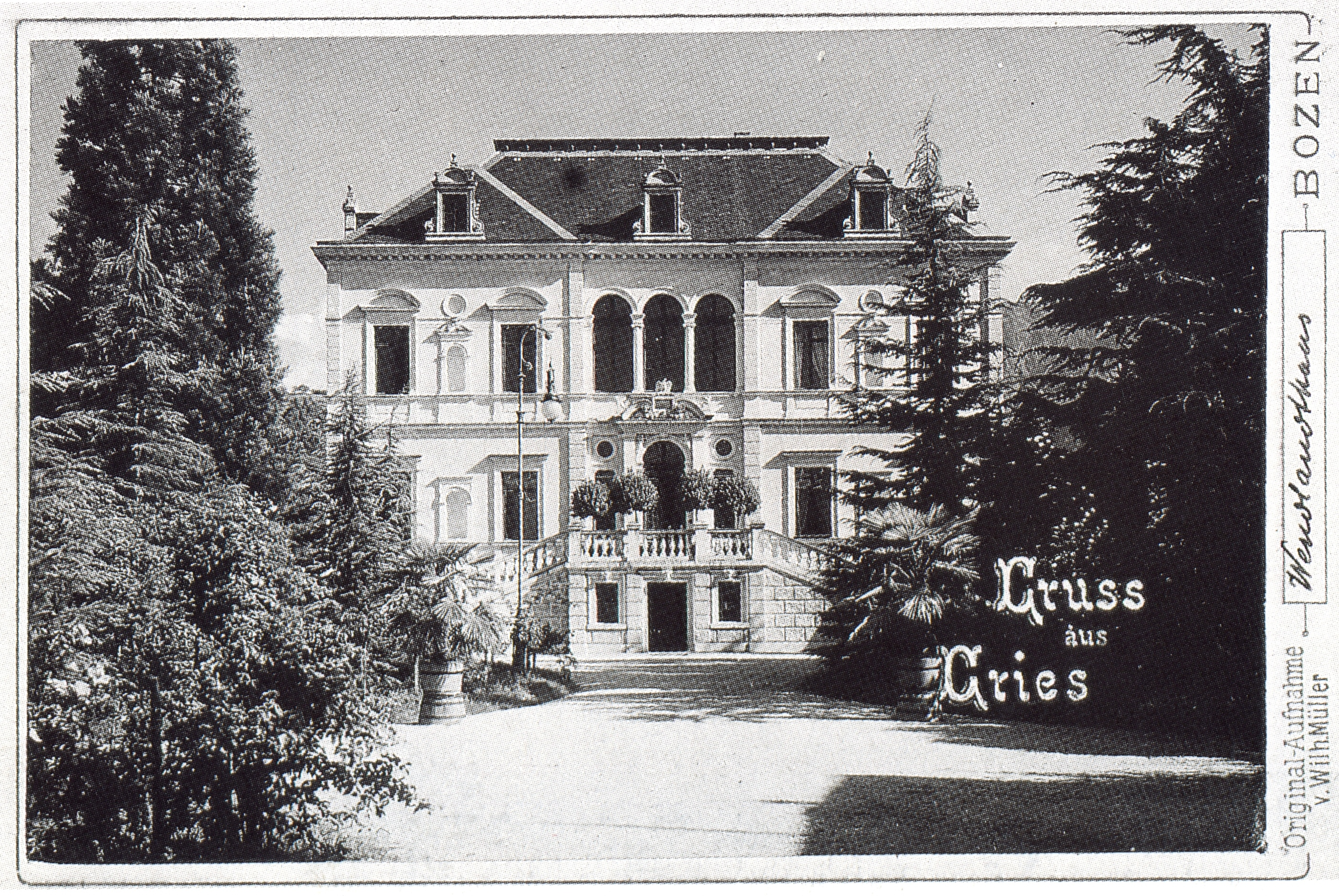
Villa Wendlandt auf einer Ansichtskarte, um 1900
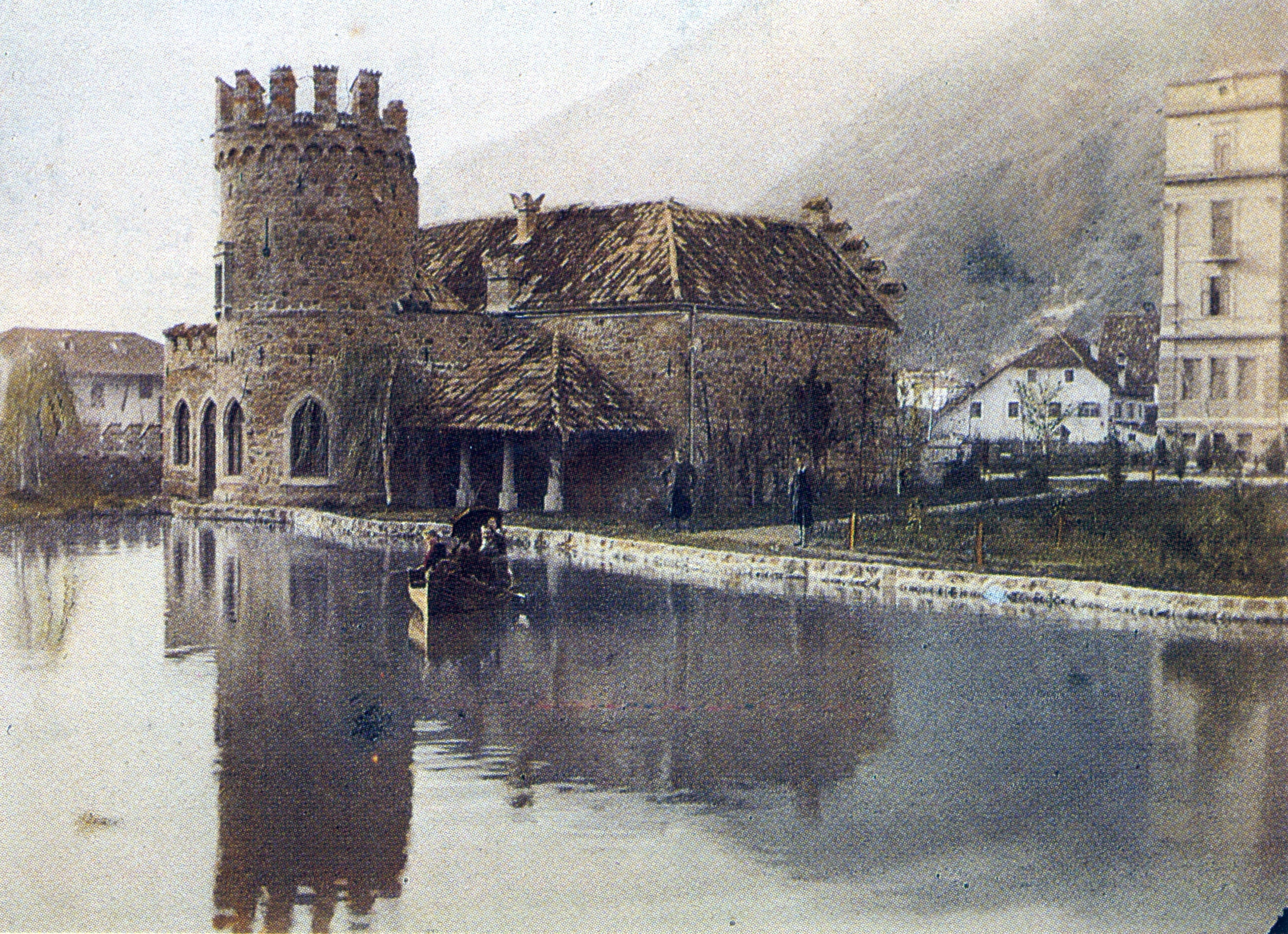
Parkschlösschen mit künstlicher Ruine (Stallungen und Remise des Hotels Sonnenhof) und Teich im Park der Villa Wendlandt, um 1900
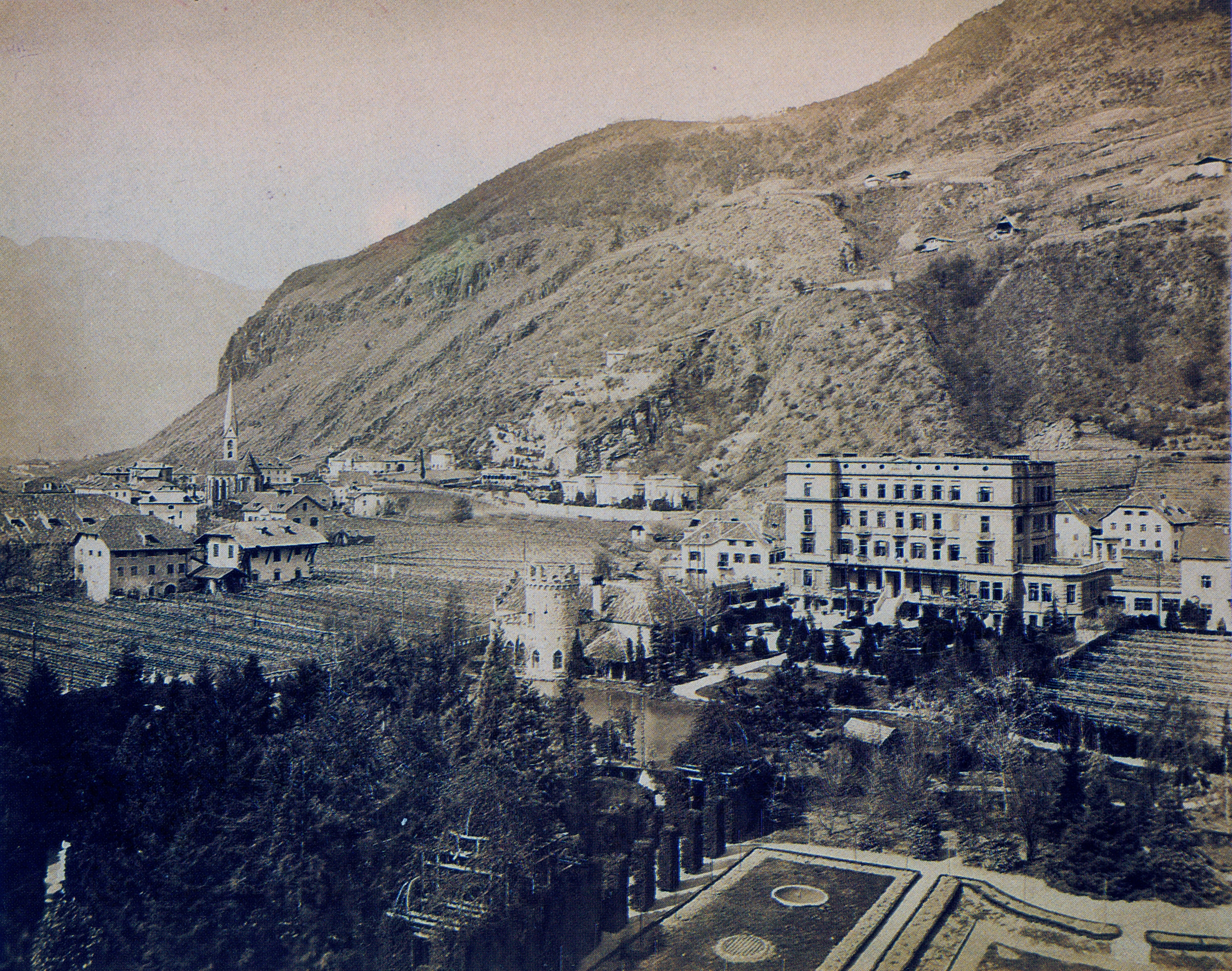
Blick von der Villa Wendlandt auf das Parkschlösschen und das Hotel Sonnenhof, um 1900
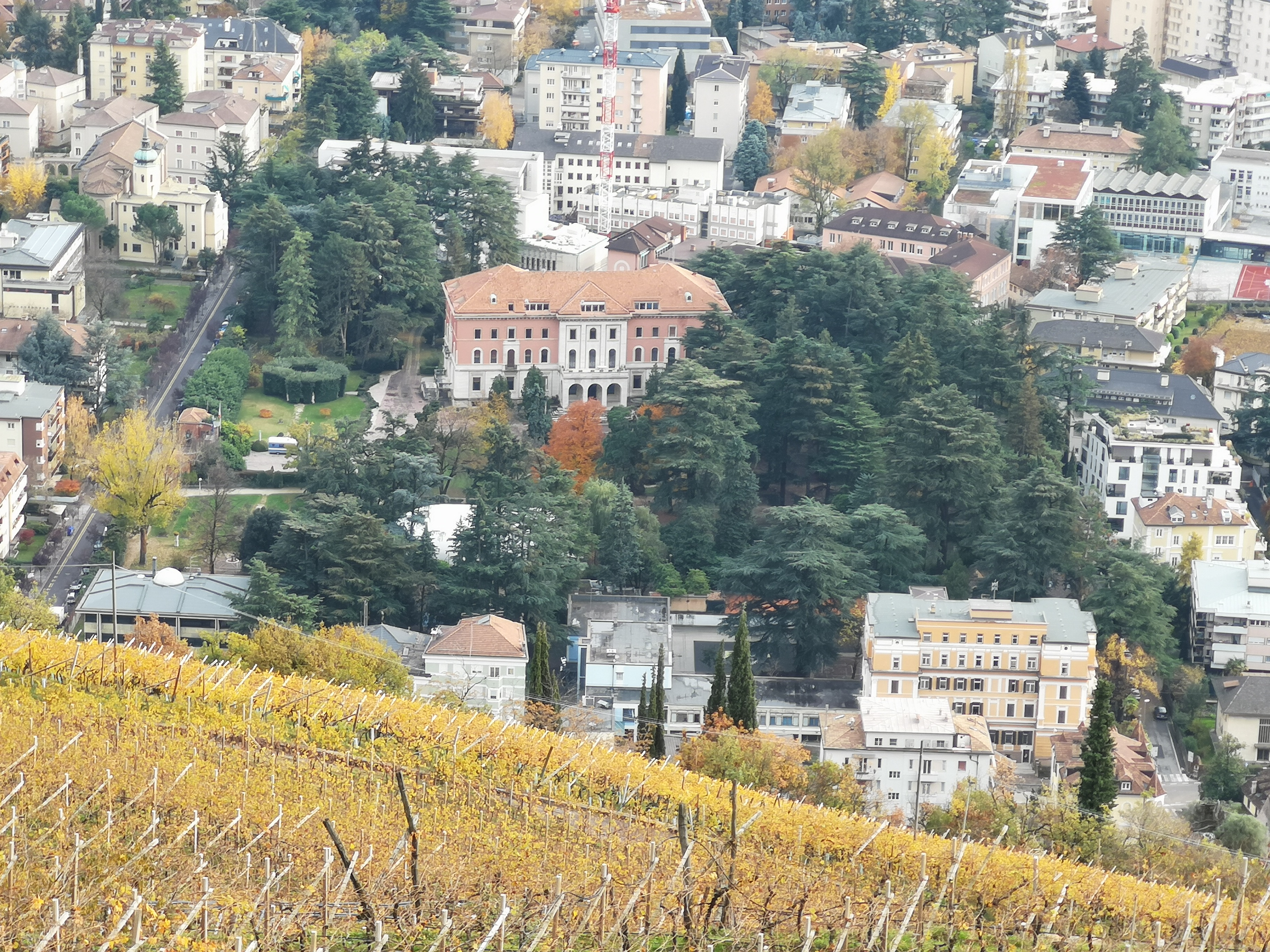
Blick vom Guntschnaberg auf Herzogspalais und Herzogspark, 2018